# 24 juin en sport
24 mai 24 juillet
Chronologies thématiques
- Croisades
- Ferroviaires
- Disney

Le 24 juin (175e jour de l'année ou 176e en cas d'année bissextile) en sport.

## Événements

### XIXesiècle
- 1835 :
  - (Sport hippique) : première édition de la course hippique française du Prix du Jockey-Club, à Chantilly.
- 1882 :
  - (Baseball) : l'arbitre de la Ligue nationale Dick Higham est exclu du corps arbitral en raison de ses rapports avec des parieurs. C'est un cas unique dans les annales des Ligues majeures.

### XXesièclede1901à1950
- 1914 :
  - (Automobile) : à Brooklands, L. G. Hornstead établit un nouveau record de vitesse terrestre : 199,70 km/h.
- 1949 :
  - (Marche) : après 12 ans d'interruption, reprise de la course Paris-Strasbourg à la marche, dont le Français Gilbert Roger remporte la 13e édition en parcourant les 520 km du trajet en 73 heures 51 minutes, à la moyenne de 7,041 km/h.
- 1950 :
  - (Sport automobile) : départ de la dix-huitième édition des 24 Heures du Mans.

### XXesièclede1951à2000
- 1951 :
  - (Compétition automobile) : victoire de Peter Walker et Peter Whitehead aux 24 Heures du Mans.
- 1958 :
  - (Football) : à Stockholm (Suède), en demi-finale de la Coupe du monde 1958, le Brésil bat l'équipe de France 5-2 grâce aux exploits d'un jeune joueur de 17 ans, Pelé, révélation de la compétition.
- 1960 :
  - (Athlétisme) : John Thomas établit un nouveau record du monde du saut en hauteur à 2.18 mètres.
- 1962 :
  - (Compétition automobile) : victoire de Olivier Gendebien et Phil Hill aux 24 Heures du Mans.
- 1973 :
  - (Athlétisme) : Daniel Malan court le kilomètre en 2 min 16 s et établit un nouveau record du monde.
- 1980 :
  - (Rallye automobile) : arrivée du Rallye d'Argentine.
- 1984 :
  - (Formule 1) : Grand Prix automobile de Détroit.
- 1990 :
  - (Formule 1) : Grand Prix automobile du Mexique.
- 1995 :
  - (Athlétisme) : Daniela Bártová porte le record du monde du saut à la perche féminin à 4,13 mètres.
- 1996 :
  - (Basket-ball) :  la NBA approuve officiellement la création de la WNBA, ligue professionnelle de basket-ball féminin[1]

### XXIesiècle
- 2001 :
  - (Formule 1) : Grand Prix d'Europe.
- 2006 :
  - (Natation) : le nageur allemand Helge Meeuw bat le record d'Europe du 200 m dos à Berlin, en 1 min 53 s 45.
- 2007
  - (Athlétisme) : à Munich, la France remporte la Coupe d'Europe des nations d'athlétisme 2007 chez les hommes, conservant son titre obtenu l'année précédente en devançant l'Allemagne au nombre de deuxièmes places. Chez les femmes, victoire de la Russie devant la France, qui obtient son meilleur résultat de l'histoire de la compétition.
  - (Cyclisme) : Le Russe Vladimir Karpets de l'équipe Caisse d'Épargne remporte le Tour de Suisse.
  - (Sport automobile / NASCAR) : l'ancien pilote de Formule 1 colombien Juan Pablo Montoya remporte sa première victoire en Nextel Cup sur le circuit routier de Infineon à Sonoma en Californie, devenant ainsi le deuxième pilote non-américain de l'histoire à s'imposer dans la catégorie reine de la NASCAR  et le troisième pilote à avoir gagné à la fois en Formule 1, en IndyCar et en NASCAR, après les Américains Mario Andretti et Dan Gurney, et cela dès sa première saison dans la discipline.
  - (Vitesse Moto) : l'Australien Casey Stoner, sur Ducati, s'impose pour la 5e fois de la saison à l'occasion du Grand Prix moto de Grande-Bretagne, accroissant ainsi son avance au classement général du championnat sur Valentino Rossi, qui ne termine que 4e.
- 2010 :
  - (Tennis) : John Isner bat Nicolas Mahut au cours du plus long match de l’histoire du tennis.
- 2012 :
  - (Formule 1) : Grand Prix d'Europe.
- 2013 :
  - (Tennis) : début du Tournoi de Wimbledon.
- 2015 :
  - (Jeux olympiques /Londres 2012) : le CIO confirme que le relais français du 4x100 mètres, composé de Jimmy Vicaut, Christophe Lemaitre, Pierre-Alexis Pessonneaux et de Ronald Pognon est classé 3e de l'épreuve. Le relais jamaïcain est champion olympique et celui du Trinité-et-Tobago devient vice-champion olympique[2].
- 2016 :
  - (Escrime /Championnats d'Europe) : en finale  de l'épée masculine par équipes, victoire des Français Yannick Borel, Gauthier Grumier, Daniel Jérent et Jean-Michel Lucenay puis en finale du fleuret féminin par équipes, victoire des Russes Inna Deriglazova, Larisa Korobeynikova, Aida Shanayeva et Adelina Zagidullina.
  - (Rugby à XV /Championnat de France) : devant plus de 99.000 spectateurs au Camp Nou de Barcelone en Espagne, le Racing 92 remporte la finale du Top 14 au RC Toulon à Barcelone 29 à 21. Malgré un carton rouge du demi d'ouverture francilien Maxime Machenaud dès la 18e minute pour une cathédrale non maitrisée, les Racingmen ont su résister aux assauts toulonnais, notamment en 2e période. Il s'agit du 6e Bouclier de Brennus remporté par le Racing[3].
- 2018 :
  - (Basket-ball /Championnat de France) : en s'imposant face à Monaco (76-74) dans un match 5 très serré, Le Mans est devenu champion de France de basket pour la cinquième fois de son histoire.
  - (Compétition automobile /Formule 1) : pour le retour de la Formule 1 en France après dix ans d'absence, disputé sur le Circuit Paul-Ricard du Castellet, la victoire est revenue au Britannique Lewis Hamilton qui devance le Néerlandais Max Verstappen et le Finlandais Kimi Räikkönen complète le podium.
- 2019 :
  - (Jeux olympiques d'hiver /JO 2026) : les Jeux olympiques d'hiver de 2026, officiellement appelés les XXVes Jeux olympiques d'hiver, se dérouleront en Italie. Ils sont attribués à Milan et Cortina d'Ampezzo, villes élues lors de la 134e session du Comité international olympique à Lausanne en Suisse. Il y avait deux candidatures officielles groupées : pour la Suède, Stockholm avec la station d'Åre et pour l'Italie, Milan avec celle de Cortina, et c'est la candidature italienne qui a gagné le vote des membres du CIO par 47 voix à 34[4].
- 2023 :
  - (Football /Gold Cup) : début de la 17e édition de la Gold Cup qui rassemblent les meilleures équipes masculines d'Amérique du Nord, d'Amérique centrale et des Caraïbes. Elle se déroule aux États-Unis et au Canada jusqu'au 16 juillet 2023[5].

## Naissances

### XIXesiècle
- 1882 :
  - Carl Diem, pédagogue, théoricien du sport et de l'éducation physique allemand. († 17 septembre 1962).
- 1883 : 
  - William Verner, athlète de demi-fond américain. Médaillé d'argent du 1 500m et du cross par équipe aux Jeux de Saint-Louis 1904. († 1er juillet 1966).
- 1884 : 
  - Ivan Dreyfus, footballeur suisse. (6 sélections en équipe nationale). († 8 février 1975).
  - Frank Waller, athlète de haies et de sprint américain. Médaillé d'argent du 400m et du 400m haies aux Jeux de Saint-Louis 1904. († 29 novembre 1941).
- 1889 : 
  - Howdy Wilcox, pilote de courses automobile américain. († 4 septembre 1923).
- 1895 : 
  - Jack Dempsey, boxeur américain. Champion du monde poids lourds de 1919 à 1926. († 31 mai 1983).

### XXesièclede1901à1950
- 1901 :
  - Chuck Taylor, basketteur américain. († 23 juin 1969).
- 1905 :
  - Frederick Alderman, athlète de sprint américain. Champion olympique du relais 4×400m aux Jeux d'Amsterdam 1928. († 15 septembre 1998).
- 1911 : 
  - Juan Manuel Fangio, pilote de F1 argentin. Champion du monde de Formule 1 1951, 1954, 1955, 1956 et 1957. (24 victoires en Grand Prix). († 17 juillet 1995).
- 1913 :
  - Gustaaf Deloor, cycliste sur route belge. Vainqueur des Tours d'Espagne 1935 et 1936. († 28 janvier 2002).
- 1924 : 
  - John Hansen, footballeur puis entraîneur danois. Médaillé de bronze aux Jeux de Londres 1948. (8 sélections en équipe nationale). Sélectionneur de l'équipe du Danemark de 1968 à 1969. († 12 janvier 1990).
- 1927 : 
  - Fons Van Brandt, footballeur belge. (38 sélections en équipe nationale). († 24 août 2011).
- 1931 : 
  - Billy Casper, golfeur américain. Vainqueur de l'US Open de 1959 et 1966 puis du Masters 1970. († 7 février 2015).
  - Alain Danet, hockeyeur sur gazon puis dirigeant sportif et ensuite journaliste français. († 26 mars 2006).
- 1933 :
  - Sam Jones, basketteur américain. († 30 décembre 2021).
- 1934 :
  - Ferdinand Biwersi, arbitre international de football allemand. († 4 septembre 2013).
- 1938 :
  - Ken Gray, joueur de rugby à XV néo-zélandais. (24 sélections en équipe nationale). († 18 novembre 1992).
- 1941 : 
  - Art Heyman, basketteur américain. († 27 août 2012).
- 1944 : 
  - Patrick Morvan, navigateur français. Équipier du record de la traversée de l’Atlantique en 8 jours, 16 heures et 36 minutes de 1981 à 1984.
- 1945 : 
  - Wayne Cashman, hockeyeur sur glace puis entraîneur canadien.
  - Betty Stöve, joueuse de tennis néerlandaise.

### XXesièclede1951à2000
- 1951 :
  - Raelene Boyle, athlète de sprint australienne. Médaillée d'argent du 200m aux Jeux de Mexico 1968 puis médaillée d'argent du 100 et du 200m aux jeux de Munich 1972.
- 1953 :
  - Takao Wada, pilote de courses automobile japonais.
- 1957 :
  - Jean-Pierre Fontenay, pilote de rallyes-raid français. Vainqueur du Rallye Dakar 1998.
- 1958 :
  - Richard Hein, pilote de courses automobiles monégasque.
  - John Tortorella, hockeyeur sur glace puis entraîneur américain.
- 1959 : Richard Melillo, judoka français.
- 1961 :
  - Bernie Nicholls, hockeyeur sur glace canadien.
  - Natalia Chapochnikova, gymnaste soviétique puis russe. Championne olympique du concours général par équipes et du saut de cheval puis médaillée de bronze de la poutre et du sol aux Jeux de Moscou 1980. Championne du monde de gymnastique artistique du concours général par équipes 1978. Championne d'Europe de gymnastique artistique féminine  de la poutre 1979.
- 1964 :
  - Philippe Fargeon, footballeur français. (7 sélections en équipe de France).
  - Gary Suter, hockeyeur sur glace américain. Médaillé d'argent aux Jeux de Salt Lake City 2002.
- 1965 :
  - Claude Bourbonnais, pilote de courses automobile canadien.
  - Uwe Krupp, hockeyeur sur glace puis entraîneur allemand.
- 1966 :
  - Bernhard Winkler, footballeur puis entraîneur allemand.
- 1969 :
  - Michael Vergers, pilote de courses automobile néerlandais.
- 1972 :
  - Robbie McEwen, cycliste sur route australien.
- 1973 :
  - Zbigniew Gutkowski, skipper polonais.
  - Jere Lehtinen, hockeyeur sur glace finlandais. Médaillé de bronze aux Jeux de Lillehammer 1994 et aux Jeux de Nagano 1998, médaillé d'argent aux Jeux de Turin 2006 puis médaillé de bronze aux Jeux de Vancouver 2010. Champion du monde de hockey sur glace 1995. (59 sélections en équipe nationale).
- 1978 :
  - Mikael Nilsson, footballeur suédois.
  - Juan Román Riquelme, footballeur argentin. Champion olympique aux Jeux de Pékin 2008. Vainqueur des Copa Libertadores 2000, 2001 et 2007. (68 sélections en équipe nationale).
- 1980 :
  - Romain Noble, épéiste et sabreur handisport français. Médaillé d'argent de l'épée individuelle aux Jeux de Londres 2012 puis champion olympique de l'épée par équipes aux Jeux de Rio 2016. Champion du monde d'escrime à 3 reprises.
- 1982 :
  - Georgi Chkhaidze, joueur de rugby à XV géorgien. (94 sélections en équipe nationale).
  - Jarret Stoll, hockeyeur sur glace canadien.
- 1983 :
  - Albert von Thurn und Taxis, pilote de courses automobile allemand.
- 1984 :
  - Andrea Raggi, footballeur italien.
  - J. J. Redick, basketteur américain.
- 1985 :
  - Diego Alves, footballeur brésilio-italien. Médaillé de bronze aux Jeux de Pékin 2008. Vainqueur de la Copa Libertadores 2019. (10 sélections avec l'équipe du Brésil).
  - Taj Gibson, basketteur américain.
  - Krunoslav Simon, basketteur croate.
- 1986 :
  - Stuart Broad, joueur de cricket anglais. (108 sélections en test cricket).
- 1987 :
  - Lionel Messi, footballeur argentino-espagnol. Champion olympique aux Jeux de Pékin 2008. Vainqueur des Ligue des champions 2006, 2009, 2011 et 2015. (126 sélections en équipe nationale).
  - Pierre Vaultier, snowboardeur français. Champion olympique du cross aux Jeux de Sotchi 2014 eu aux Jeux de Pyeongchang 2018. Champion du monde de snowboard du cross 2017.
- 1988 :
  - Micah Richards, footballeur anglais. (13 sélections en équipe nationale).
- 1989 :
  - Fabian Böhm, handballeur allemand. (43 sélections en équipe nationale).
  - Teklemariam Medhin, athlète de fond érythréen.
- 1990 :
  - Denis Kaliberda, volleyeur soviétique puis ukrainien et ensuite allemand. (96 sélections avec l'équipe d'Allemagne).
  - Robbert Kemperman, hockeyeur sur gazon néerlandais. Médaillé d'argent aux Jeux de Londres 2012. Champion d'Europe de hockey sur gazon masculin 2017.
- 1991 :
  - Mutaz Essa Barshim, athlète de sauts en hauteur qatari.
- 1992 :
  - David Alaba, footballeur autrichien. Vainqueur des Ligues des champions de l'UEFA 2013 et 2020. (75 sélections en équipe nationale).
  - Stuart Hogg, joueur de rugby à XV et de rugby à VII écossais. Vainqueur de la Coupe d'Europe de rugby à XV 2020. (82 sélections avec l'équipe nationale de rugby à XV et 5 avec celle de rugby à sept).
  - Isaac Kiese Thelin, footballeur suédois. (18 sélections en équipe nationale).
  - Márton Vámos, poloïste hongrois. Champion du monde de water-polo 2013. Vainqueur de la Ligue des champions. (134 sélections en équipe nationale).
- 1993 :
  - Stina Nilsson, fondeuse suédoise. Médaillée de bronze du sprint par équipes aux Jeux de Sotchi 2014 puis championne olympique du sprint, médaillée d'argent du sprint par équipes et du relais 4×5km puis médaillée de bronze du 30km aux Jeux de Pyeongchang 2018.
- 1994 :
  - Romario Barthéléry, footballeur français.
  - Ruth Hamblin, basketteuse canadienne.
- 1995 :
  - Hervin Ongenda, footballeur franco-congolais.
- 1996 :
  - Edoardo Affini, cycliste sur route italien.
  - Damián Batallini, footballeur argentin.
  - Marcus Coco, footballeur français.
  - Luke Kennard, basketteur américain.
- 1997 :
  - Tom Laperche, navigateur et skipper français.
- 1998 :
  - Pierre-Luc Dubois, hockeyeur sur glace canadien.
  - Vegard Erlien, footballeur norvégien.
  - Kye Rowles, footballeur australien. (10 sélections en équipe nationale).
- 1999 :
  - Bojan Miovski, footballeur macédonien. (15 sélections en équipe nationale).
  - Darwin Núñez, footballeur uruguayen. (16 sélections en équipe nationale).
  - Mads Roerslev, footballeur danois.
- 2000 :
  - Anastasiia Kirpichnikova, nageuse russe puis française.

### XXIesiècle
- 2002 :
  - Sem Scheperman, footballeur néerlandais.

## Décès

### XXesièclede1901à1950
- 1929 :
  - William Hern, 48 ans, hockeyeur sur glace canadien. (° 5 décembre 1880).

### XXesièclede1951à2000
- 1975 :
  - Louis Van Hege, 86 ans, footballeur puis dirigeant sportif belge. Champion olympique aux Jeux d'Anvers 1920. (12 sélections en équipe nationale). (° 8 mai 1889).
- 1984 : 
  - Clarence Campbell, 78 ans, dirigeant de hockey sur glace canadien. Président de la LNH de 1946 à 1977. (° 9 juillet 1905).
- 1993 : 
  - Archie Williams, 78 ans, athlète de sprint américain. Champion olympique du 400m aux Jeux de Berlin 1936. (° 1er mai 1915).

### XXIesiècle
- 2007 :
  - Léon Jeck, 60 ans, footballeur belge. (11 sélections en équipe nationale). (° 2 février 1947).
  - Derek Dougan, 69 ans, footballeur nord-irlandais. (43 sélections en équipe nationale). (° 20 janvier 1938).
- 2011 : 
  - Tomislav Ivić, 77 ans, entraîneur de football yougoslave puis croate. Sélectionneur de l'Équipe de Croatie en 1994 et de l'Équipe d'Iran en 1998. (° 30 juin 1933).
- 2012 : 
  - Darrel Akerfelds, 50 ans, joueur de baseball américain. (° 12 juin 1962).
  - Miki Roqué, 23 ans, footballeur espagnol. (° 8 juillet 1988).
- 2017 :
  - Nils Nilsson, 81 ans, hockeyeur sur glace suédois. Médaillé d'argent aux Jeux d'Innsbruck 1964. Champion du monde de hockey sur glace 1957 et 1962. (° 8 mars 1936).